# Kohlbusch (Stolberg)
Kohlbusch is een plaats in de Duitse gemeente Stolberg (Rheinland), deelstaat Noordrijn-Westfalen.